# Кривий Олександр Федорович
Олекса́ндр Фе́дорович Криви́й — старший лейтенант Збройних сил України, 40 батальйон територіальної оборони «Кривбас».
Під час російсько-української війни, що розпочалась 24 лютого 2022 року, на початку березня присвоєно звання підполковника ЗСУ, хімічні війська.[джерело?]

## Нагороди
21 жовтня 2014 року — за особисту мужність і героїзм, виявлені у захисті державного суверенітету та територіальної цілісності України, вірність військовій присязі під час російсько-української війни, відзначений — нагороджений орденом Богдана Хмельницького III ступеня.